# Gabry Ponte
Gabriele Ponte (Turim, 20 de abril de 1973), mais conhecido como Gabry, é um DJ, produtor discográfico e locutor de rádio italiano.
Foi membro dos Eiffel 65, com os quais vendeu mais de dez milhões de discos em todo o mundo e lançou o célebre single Blue (Da Ba Dee). Fundou e continua a dirigir uma editora discográfica independente chamada Dance and Love. Colaborou com artistas como Zucchero Fornaciari, Edoardo Bennato, J-Ax, Subsonica, Eros Ramazzotti, Corona, Jovanotti, Thomas, Amii Stewart, Little Tony, Shaggy, Marracash e Elisa. Representou San Marino no Festival Eurovisão da Canção de 2025 com a música Tutta l'Italia.

## Discografia

### Álbuns de estúdio
- 2002 - Gabry Ponte
- 2004 - Dottor. Jekyll & Mister DJ

### Coleções
- 2005 - DJ Set
- 2008 - Gabry2o
- 2009 - Gabry2o Vol. II]]
- 2010 - Dance and Love Selection Vol. 1
- 2010 - Dance and Love Selection Vol. 2
- 2010 - Dance and Love Selection Vol. 3
- 2011 - Dance and Love Selection Vol. 4
- 2013 - Gabry Ponte Selection
- 2014 - Gabry Ponte Selection 2K14
- 2022 - Essential Samples Vol. 1

### Com os Eiffel 65
- 1999 – Europop
- 2001 – [Contact!
- 2003 – Eiffel 65